# Биконсфилд (Ајова)
Биконсфилд (енгл. Beaconsfield) град је у америчкој савезној држави Ајова. По попису становништва из 2010. у њему је живело 15 становника.

## Демографија
Према попису становништва из 2010. у граду је живело 15 становника, што је 4 (36,4%) становника више него 2000. године.
| Група             | 2000.       | 2010.       |
| Белци             | 11 (100.0%) | 15 (100.0%) |
| Афроамериканци    | 0 (0,0%)    | 0 (0,0%)    |
| Азијати           | 0 (0,0%)    | 0 (0,0%)    |
| Хиспаноамериканци | 0 (0,0%)    | 0 (0,0%)    |
| Укупно            | 11          | 15          |